# Франсеска Сегареллі
Франсеска Сегареллі (нар. 5 вересня 1990) — колишня домініканська тенісистка.
Найвищу одиночну позицію світового рейтингу — 424 місце досягла 15 червня 2015, парну — 342 місце — 2 листопада 2015 року.
Здобула 8 парних титулів туру ITF.

## Фінали ITF

### Одиночний розряд (0–1)
| Легенда          |
| ---------------- |
| турніри $100,000 |
| турніри $75,000  |
| турніри $50,000  |
| турніри $25,000  |
| турніри $10,000  |

| Фінали за покриттям |
| ------------------- |
| Тверде (0–0)        |
| Ґрунт (0–1)         |
| Трава (0–0)         |
| Килим (0–0)         |

| Результат | Ранг | Дата             | Рівень | Турнір         | Покриття | Суперниця        | Рахунок       |
| --------- | ---- | ---------------- | ------ | -------------- | -------- | ---------------- | ------------- |
| Поразка   | 1.   | 4 листопада 2013 | 10,000 | ITF Ліма, Перу | Ґрунт    | Ана Софія Санчес | 3–6, 7–5, 4–6 |

### Парний розряд (8–4)
| Легенда          |
| ---------------- |
| турніри $100,000 |
| турніри $75,000  |
| турніри $50,000  |
| турніри $25,000  |
| турніри $15,000  |
| турніри $10,000  |

| Фінали за покриттям |
| ------------------- |
| Тверде (5–1)        |
| Ґрунт (3–3)         |
| Трава (0–0)         |
| Килим (0–0)         |

| Результат | Ранг | Дата              | Рівень   | Турнір                     | Покриття | Партнерка           | Суперниці                               | Рахунок             |
| --------- | ---- | ----------------- | -------- | -------------------------- | -------- | ------------------- | --------------------------------------- | ------------------- |
| Перемога  | 1.   | 8 грудня 2008     | 10,000   | ITF Гавана, Куба           | Тверде   | Хосимар Ескалона    | Ана Клара Дуарте Давінія Лоббінґер      | 7–5, 6–4            |
| Перемога  | 2.   | 1 червня 2009     | 10,000   | ITF Манагуа, Нікарагуа     | Тверде   | Вікторія Лосано     | Трістен Девар Яна Корольова             | 6–1, 6–2            |
| Перемога  | 3.   | 27 травня 2013    | 10,000   | ITF Кінтана-Роо, Мексика   | Тверде   | Деніелл Міллс       | Ана Софія Санчес Даніела Шипперс        | 6–2, 6–4            |
| Перемога  | 4.   | 21 жовтня 2013    | 10,000   | ITF Кінтана-Роо, Мексика   | Тверде   | Даніела Шипперс     | Констанса Ґорчес Джессіка Їнохоса Ґомес | 7–5, 7–6(2)         |
| Перемога  | 5.   | 4 листопада 2013  | 10,000   | ITF Ліма, Перу             | Ґрунт    | Aldana Ciccarelli   | Данієла Фарфан Катеріне Міранда Чанґ    | 6–2, 4–6, [10–5]    |
| Перемога  | 6.   | 11 листопада 2013 | 10,000   | ITF Ліма, Перу             | Ґрунт    | Ана Софія Санчес    | Данієла Фарфан Марія Фернанда Ерасо     | 0–6, 6–4, [10–8]    |
| Поразка   | 1.   | 12 травня 2014    | 10,000   | ITF Пула, Італія           | Ґрунт    | Карла Лусеро        | Юліана Лісарасо Аліче Матеуччі          | 1–6, 5–7            |
| Перемога  | 7.   | 18 серпня 2014    | 10,000   | ITF Дуїно-Ауризіна, Італія | Ґрунт    | Дебора К'єза        | Александра Нанкерроу Наомі Тотка        | 7–6(3), 6–2         |
| Поразка   | 2.   | 6 жовтня 2014     | 10,000   | ITF Ліма, Перу             | Ґрунт    | Вікторія Босіо      | Фернанда Бріто Едуарда Піай             | 6–4, 6–7(9), [6–10] |
| Поразка   | 3.   | 4 травня 2015     | 15,000   | ITF Обрегон, Мексика       | Тверде   | Ана Софія Санчес    | Вікторія Родрігес Марсела Сакаріас      | 3–6, 1–6            |
| Перемога  | 8.   | 8 червня 2015     | 10,000   | ITF Мансанільйо, Мексика   | Тверде   | Каміла Фуентес      | Констанса Ґорчес Джуліана Ольмос        | 2–6, 6–4, [10–5]    |
| Поразка   | 4.   | 19 жовтня 2015    | 25,000+H | ITF Букараманга, Колумбія  | Ґрунт    | Монтсеррат Гонсалес | Александрина Найденова Даніела Сегель   | 2–6, 6–7(3)         |